# Guqin
Guqin (fil) (古琴) är ett av de äldsta (uppemot 3000 år), fortfarande spelade kinesiska stränginstrumenten, och det som traditionellt har haft den högsta statusen.

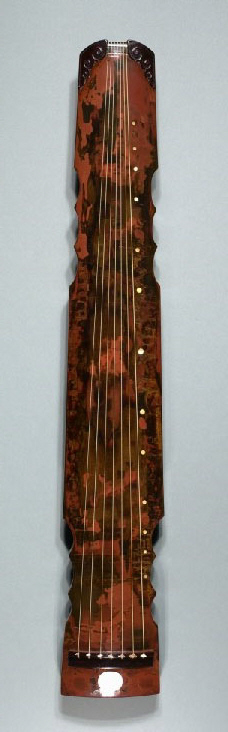
En guqin av typ lianzhu

Att kunna spela guqin (eller qin som det kallades innan behovet att skilja det från andra stränginstrument gjorde att gu, "antik", fogades till namnet på 1800-talet) ansågs tidigt vara ett av en bildad persons måsten.
I äldsta tid varierade utformningen av instrumentet. Under Tangdynastin (618 -- 907) fick det sin definitiva utformning: långsmalt och med 7 strängar och en grund resonanslåda. Det spelas alltid monofont. Höger hand slår an strängarna, medan vänster hand trycker ner strängen vid önskad tonhöjd. Man kan åstadkomma olika slags glissando och vibrato, som ger möjlighet till en mängd variationer i kompositionen. Klangen påminner i någon mån om den västerländska lutan.
I Peking (Beijing) finns ett särskilt forskningsinstitut för aspekter på guqin-instrumentet.
Instrumenten är ofta försedda med inskriptioner och sigill av olika slag.
På gamla instrument spricker gärna lacken. Det anses dock vara ett skönhetstecken, och olika sprickmönster får sina egna namn.